# Primorska ciklama
Primorska ciklama (primorska skrižalina, klobučac mali, lat.) Cyclamen repandum) je vrsta biljke iz roda ciklama rasprostranjena diljem Mediterana na nadmorskoj visini do 1200 metara. Latinski naziv repandum znači "savijen unatrag" ili "okrenut prema gore".

## Opis
Raste kao višegodišnja zeljasta biljka. Stabljika joj najčešće dosegne visinu između 10 i 20 centimetara. Korijen je u obliku gomolj s promjerom 2-6 centimetara. Tamnozeleni listovi su srcolikog oblika, te su malo nazubljeni na rubovima. Dugi su 4-9 centimetara. Cvjetovi rastu u razdoblju između ožujka i svibnja. Boja im je karmin-ružičasta ili bijela, nemaju nikakvog mirisa, te su sastavljeni od pet dugih, tankih latica dugih 15-25 milimetara. Ukupan promjer cvijeta je oko 3 centimetra. Plod je u obliku pucajuće čahure sastavljene od dosta sjemenki. 

## Vanjske poveznice
Ostali projekti
|  | Zajednički poslužitelj ima još gradiva o temi Primorska ciklama |
|  | Wikivrste imaju podatke o taksonu Primorska ciklama             |